# Endlich erzeugte Gruppe
Eine endlich erzeugte Gruppe ist ein Objekt aus dem mathematischen Teilgebiet der abstrakten Algebra. Es handelt sich um einen Spezialfall einer Gruppe.

## Definition
Eine Gruppe {\displaystyle G} heißt endlich erzeugt (oder auch: endlich erzeugbar), falls es eine endliche Teilmenge {\displaystyle S\subset G} gibt, die {\displaystyle G} erzeugt. Dies bedeutet, dass {\displaystyle G} die kleinste Untergruppe von {\displaystyle G} ist, die {\displaystyle S} enthält. Die Teilmenge {\displaystyle S} nennt man Erzeugendensystem von {\displaystyle G}.

## Bemerkungen
- Mit {\displaystyle \langle S\rangle } notiert man oftmals die von {\displaystyle S} erzeugte Gruppe. Das Erzeugendensystem einer endlich erzeugten Gruppe ist jedoch nicht eindeutig.
- In der Algebra betrachtet man insbesondere endlich erzeugte abelsche Gruppen, da man diese recht einfach klassifizieren kann.
- Die endlichen Gruppen sind insbesondere endlich erzeugt, die Endlichkeit der Gruppe ist hinreichend für ihre endliche Erzeugbarkeit, aber nicht notwendig.
- Notwendig für die endliche Erzeugbarkeit ist, dass die Gruppe eine abzählbare Menge ist. Dies ist aber nicht hinreichend.

## Beispiele und Gegenbeispiele
- Die ganzen Zahlen {\displaystyle (\mathbb {Z} ,+)} sind eine endlich erzeugte Gruppe mit Erzeugendensystem {\displaystyle \{1\}}.
- Allgemeiner sind alle zyklischen Gruppen endlich erzeugte Gruppen.
- Die Menge der positiven rationalen Zahlen {\displaystyle (\mathbb {Q} ^{+},\cdot )} bildet mit der Multiplikation eine Gruppe, die kein endliches Erzeugendensystem besitzt, also nicht endlich erzeugbar ist. Ein minimales Erzeugendensystem dieser Gruppe bildet die abzählbare Menge der Primzahlen.
- Jede freie Gruppe über einer endlichen, mindestens zweielementigen Menge S ist nicht kommutativ, endlich erzeugt – S ist ein Erzeugendensystem – und abzählbar unendlich.